# Uddevalisme
L’uddevalisme est une forme d'organisation du travail, appliquée à l'origine dans l'usine Volvo de Uddevalla en Suède, et à laquelle elle doit son nom, formé sur le même modèle que le taylorisme, le fordisme ou toyotisme. 
C'est la solution de la direction de Volvo pour faire face au problème du recrutement des jeunes dans l'industrie automobile suédoise, à un moment où Volvo était le groupe automobile le plus rentable et que le chômage en Suède ne s'élevait qu'à 2 % de la population active. Elle a abouti progressivement à la suppression de la chaîne dans une usine de simple montage final, laissant à une cinquantaine de groupes de travail d'une dizaine de personnes le soin de monter une voiture entière.